# Ivan Nikolov
Ivan Nikolov (en bulgare : Иван Владимиров Николов), né en 1928 et mort en 2014, est un ancien joueur bulgare de basket-ball.